# Sören (Holstein)
 Ikke at forveksle med Søren.
Sören er en by og kommune i det nordlige Tyskland, beliggende i Amt Bordesholm i den sydøstlige del af Kreis Rendsborg-Egernførde. Kreis Rendsborg-Egernførde ligger i den centrale del af delstaten Slesvig-Holsten.

## Geografi
Sören er en skovrig kommune omkring 14 km nord for Neumünster og 12 km syd for Kiel. Bundesautobahn 215 går gennem kommunen.